# 914年
| 千纪： | 1千纪 |
| 世纪： | 9世纪 \| 10世纪 \| 11世纪 |
| 年代： | 880年代 \| 890年代 \| 900年代 \| 910年代 \| 920年代 \| 930年代 \| 940年代 |
| 年份： | 909年 \| 910年 \| 911年 \| 912年 \| 913年 \| 914年 \| 915年 \| 916年 \| 917年 \| 918年 \| 919年                                                                                              |
| 纪年： | 甲戌年（狗年）；（南吴、晋）天祐十一年；后梁（吴越、闽）四年；前蜀永平四年；李茂貞天復十四年；大長和孝治五年；于阗同慶三年；日本延喜十四年；后百济正开十四年；后高句丽水德万岁四年，政开元年 |

## 大事记
- 靜難節度使李繼徽被其子李彥魯毒殺，控制軍鎮。
- 保加利亚沙皇西缅入侵拜占廷，占领马其顿、阿德里安堡、阿尔巴尼亚。
- 加利西亞國王奥多尼奥二世繼承萊昂王國並遷都萊昂，盤踞伊比利亞半島北部。

## 出生
- 後晉出帝石重貴
- 陈洪进

## 逝世
- 加西亞一世，阿方索三世大帝的長子，從910年到他去世為莱昂國王。
- 李繼徽，本名楊崇本，五代十國早期岐國軍閥，鳳翔節度使李茂貞養子。
- 2月16日——劉守光，幽州節度使劉仁恭之子，桀燕政權建立者。